# 화순 대리 칠충각
화순 대리 칠충각(和順 大里 七忠閣)은 대한민국 전라남도 화순군 화순읍 대리에 있는 건축물이다. 1984년 2월 29일 전라남도의 문화재자료 제65호로 지정되었다.

## 개요
대리 칠충각은 인조 14년(1636) 병자호란 때 화순에서 의거한 평택 임씨 칠종 형제의 충절을 기려 고종 13년(1876)에 세웠다.
병자호란 때 의거한 인물은 임시계·임시태·임시민·임시운·임시준·임시익·임시약 등이다. 이들 형제는 화순 의병들과 함께 청주까지 진군하였으나 인조 임금이 청의 태종에게 항복했다는 소식을 듣고 국가에 충성하지 못함을 통탄하며 고향으로 돌아와 은거생활을 하다 일생을 마쳤다. 그 뒤 조선 후기에 와서 고종 13년(1876) 이들의 충성을 높이 사서 벼슬을 주었다. 임시계에게는 예조참의(정3품), 임시태에게는 좌승지, 임시민이게는 예조참의, 임시운에게는 호조참의, 임시준에게는 좌승지, 임시익에게는 좌승지, 임시약에게는 호조참의를 각각 내리고 칠충각을 세우도록 하였다.
건물 규모는 앞면 7칸·옆면 1칸으로, 지붕은 옆면에서 볼 때 여덟 팔(八)자 모양인 팔작지붕이다. 지붕 처마를 받치기 위해 장식하여 만든 공포는 기둥 위에만 있는 주심포 양식으로 꾸몄다.

## 참고 문헌
- 대리칠충각 - 국가유산청 국가유산포털